# Memories…Do Not Open
Memories…Do Not Open (dt. Erinnerungen…nicht öffnen) ist das Debüt-Studioalbum des US-amerikanischen DJ- und Produzenten-Duos The Chainsmokers. Es wurde am 7. April 2017 über „Disruptor Records“, „Columbia Records“ veröffentlicht. Kollaborationen sind unter anderem mit Coldplay und Louane zu finden. Vor Veröffentlichung erschienen die Lieder Paris und Something Just Like This als Single-Auskopplung. Eine Woche nach Veröffentlichung startet das Duo die gleichnamige Tournee durch Nordamerika.

## Hintergrund
Wie an den vergangenen Singles beteiligte sich an dem Longplayer unter anderem ihr Studiopartner DJ Swivel. Taggart sagte dazu:

„Ich lasse niemanden an irgendeiner unserer Musik arbeiten; Jordan [Jung, AKA 'DJ Swivel'] hilft uns bei den Vocals, und ich habe ihn einmal einen unserer Songs abmischen lassen, aber ich bin einfach zu sehr dabei und ich will es genauso wie ich es will. Er ist ein besonders talentierter Kerl, aber ich bin einfach zu empfindlich gegenüber unserer Produktionen! Aber er macht einen großartigen Job mit unseren Vocals. Er macht Sachen, ich habe keine Ahnung, wie er das macht, und die Daya-Vocals [auf Don't Let Me Down ] sind wahrscheinlich die beste produzierte Stimme, die wir haben.“

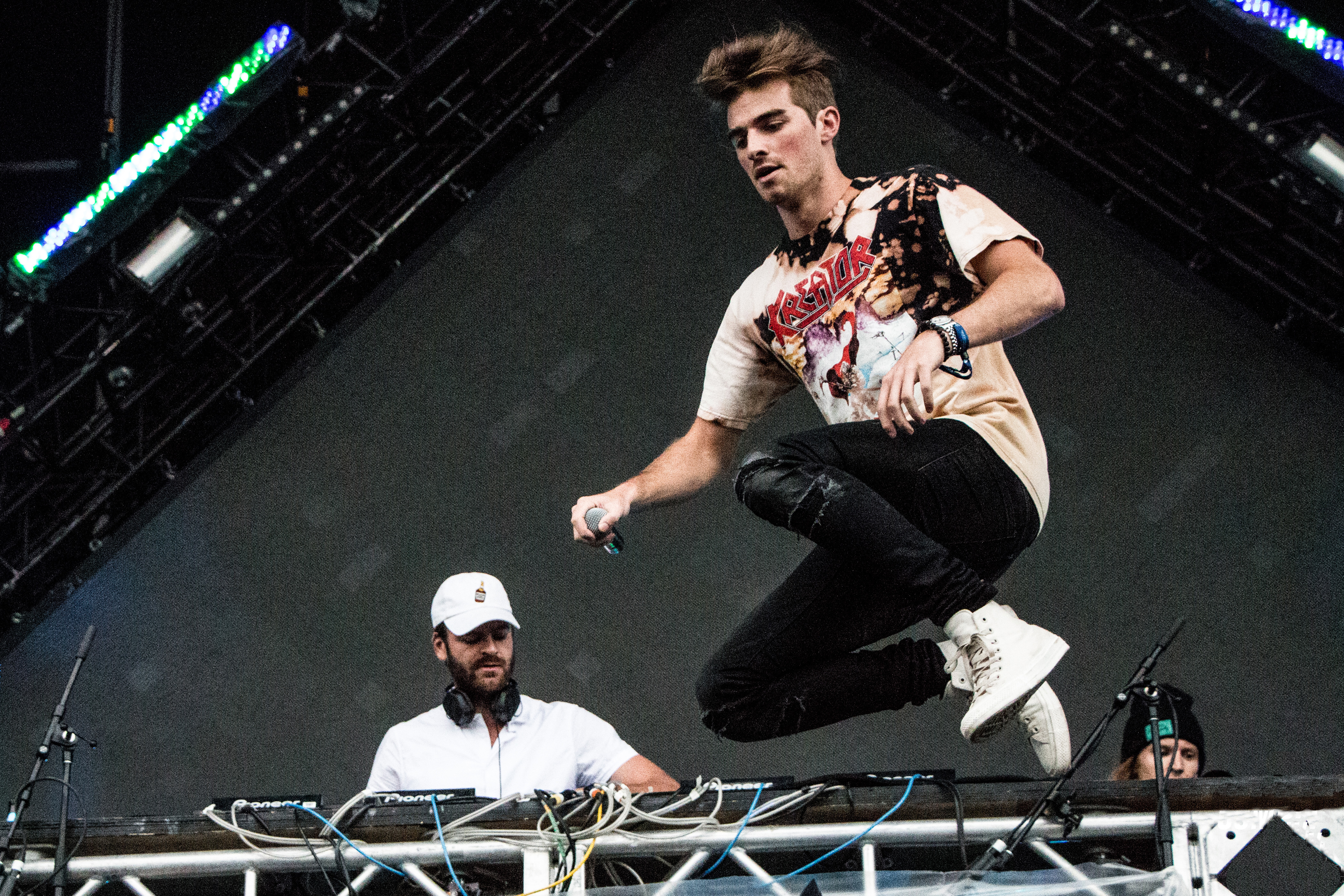
The Chainsmokers 2016

Während Andrew Taggart auf dem Album sowohl an der Produktion als auch am Songwriting aller Lieder beteiligt war, trat Alexander Pall lediglich bei einer Auswahl an Liedern als Songwriter jedoch bei allen als Produzent in Erscheinung. Auch abseits der Chainsmokers selber arbeiteten eine ganze Reihe weiterer Komponisten und Songwriter an den Liedern. Zudem lassen sich jede Menge Gastmusiker als Sänger beziehungsweise Sängerinnen finden.
Am 22. Januar 2017 äußerten sich Coldplay in einem Post auf ihrem Twitter-Profil nach ihrer gemeinsamen Studiosession für das Lied Something Just Like This, dass sie sehr gespannt auf das Album wären. Mit diesem Beitrag verkündeten sie vor den Chainsmokers selber, die Planung eines Albums, weshalb diese kurz darauf mit „Hey Leute. Wir denken die Katze ist aus dem Sack“ auf den Coldplay-Post antworteten.
Während eines On-Screen-Interviews auf dem Roten Teppich der Grammy-Verleihung gab das Duo den Titel Memories…Do Not Open bekannt und kurz darauf auch das Veröffentlichungsdatum. In dem Zuge erzählten sie auch, dass sie unter demselben Namen auf Tour gehen würden. Im Interview ist zu sehen, dass Taggart nach Enthüllung des Release-Dates Pall zögerlich fragte, ob er das überhaupt hätte erzählen sollen: „Wir sind bereit, wir haben das Album komplett, es wird großartig sein, es erscheint am 7. April…Hätte ich, das sagen sollen?“ Bevor Pall antwortete „Nein, aber es ist in okay“.
Parallel zur Veröffentlichung der zweiten Single-Auskopplung Something Just Like This wurde das Album am 24. Februar 2017 zum Vorverkauf freigegeben.
Am 14. März 2017 gab das Duo die offizielle Tracklist des Albums bekannt. Bereits durch die Datenbank Urheberrechtsschutzgesellschaft ASCAP wurde eine Reihe an Liedern inoffiziell angekündigt. Im Zuge dessen kam schnell Verwirrung auf, als zum einen die lang erwartete Kollaboration Coldest Summer mit Bebe Rexha nicht Teil des Albums ist sowie der Track Wake Up Alone, trotz ihrer Mitarbeit nicht von Dua Lipa gesungen wird.
Die letzte Vorab-Single-Auskopplung bildete das Lied The One. Diese erschien am 27. März 2017 in Form einer Promo-Single. Gesungen wird das Lied von Taggart, beim Songwriting wirkten unter anderem Scott Harris und Emily Warren mit.
Am 4. August 2017 erschien Honest als Single-Auskopplung in Form einer Auswahl an Remixen. Des Weiteren premierte der niederländische DJ und Produzent Nicky Romero
im Sommer 2017 einen offiziellen Remix ihres Liedes Young. Am 29. September 2017 folgte mit Young eine weitere Remix-Single.

## Titel und Artwork
Am 23. Februar 2017 posteten sie auf Instagram ein Statement zum Album, in dem sie Hintergrund des Titels, als auch des Album-Covers erklären. Der Titel bezieht sich auf die im Album zu findenden Lieder beziehungsweise dessen Hintergrund. Sie schrieben, dass, als das Schreiben von Liedern schneller voranging und die Musik persönlicher wurde, sie bemerkten, dass sie immer mehr zu sagen hätten. Die Lieder handeln neben sich selber über verschiedene Dinge, mit denen sie sich in der Vergangenheit und Zukunft beschäftigen wollen. In diesem Sinne hätten sie es Memories…Do Not Open genannt, da die Songs sehr persönlich wären, quasi Sammlungen von privaten Erinnerungen und Gedanken, die sie mit ihren Fans teilen wollen.
Auf dem Artwork ist eine Schachtel zu erkennen, auf der der Titel des Albums zu lesen ist. Diese steht in einem Zimmer, welches lediglich von einer Lichterkette beleuchtet ist. Ein Fenster gibt Blick auf ein verregnetes trübes Wetter. Die Schachtel soll eine Sammlung von Gegenständen darstellen, die die Mutter zusammenpacken würde, sobald man ausgezogen ist. Sie erzählten, dass das Hören der Musik des Albums wie ein nach Hause kommen und öffnen ebendieser Box wirken und jedes Lied eine Erinnerung aus der Box symbolisieren solle.

## Titelliste
| #                                    | Titel                                       | Autoren | Länge |
| ------------------------------------ | ------------------------------------------- | --- | ----- |
| 1.                                   | The One                                     | Scott Harris, Emily Warren Schwartz, Andrew Taggart | 2:57  |
| 2.                                   | Break Up Every Night                        | Benjamin Harris Berger, Joseph Michael Intile, Michael Lee Kamerman, Beau Justin Kuther, Ryan David Vincent McMahon, Alexander Pall, Rabin Ryan, Sean Scalon, Andrew Taggart | 3:27  |
| 3.                                   | Bloodstream (feat. Phoebe Ryan)             | Matthew Holmes, Philipp Leigh, John Kane Parfitt, John Philip Plested, Phoebe Holiday Ryan, Andrew Taggart                                                                   | 3:44  |
| 4.                                   | Don’t Say (feat. Emily Warren)              | Brenton Duvall, Joni Fatora, Imad Royal, Emily Warren Schwartz, Andrew Taggart                                                                                               | 3:48  |
| 5.                                   | Something Just Like This (mit Coldplay)     | Guy Berryman, Jonny Buckland &, Will Champion, Christopher Martin, Andrew Taggart                                                                                            | 4:07  |
| 6.                                   | My Type (feat. Emily Warren)                | Brittany Marie Burton, Emily Warren Schwartz, Andrew Taggart | 3:37  |
| 7.                                   | It Won’t Kill Ya (feat. Louane)             | A.S. Govere, Sam Martin, Andrew Taggart | 3:37  |
| 8.                                   | Paris                                       | Kristoffer Emil Gustav Eriksson, Frederik Folke Alexander Haeggstam, Andrew Taggart                                                                                          | 3:41  |
| 9.                                   | Honest                                      | Audra Mae Butts, Sean Maxwell Douglas, Andrew Taggart | 3:28  |
| 10.                                  | Wake Up Alone (feat. Jhené Aiko)            | Scott Harris, Emily Schwartz, Andrew Taggart & Dua Lipa | 3:35  |
| 11.                                  | Young                                       | Taylor Bird, Peter Hanna, Sean Jacobs, Andrew Taggart | 3:44  |
| 12.                                  | Last Day Alive (feat. Florida Georgia Line) | Dan Reynolds, Andrew Taggart, Ido Zmishlany | 3:34  |
|                                      |                                             | Insgesamt: | 43:22 |
| Bonus-Tracks der japanischen Version |                                             | |       |
| 13.                                  | Closer (feat. Halsey)                       | Ashley Frangipane, Shaun Frank, Frederic Kennett, Isaac Slade, Joe King | 4:04  |
| 14.                                  | Don’t Let Me Down (feat. Daya)              | Scott Harris, Emily Warren Schwartz, Andrew Taggart | 3:28  |
| 15.                                  | Roses (feat. Rozes)                         | Elizabeth Mencel, Andrew Taggart | 3:46  |
|                                      |                                             | Insgesamt: | 54:37 |

## Singleauskopplungen

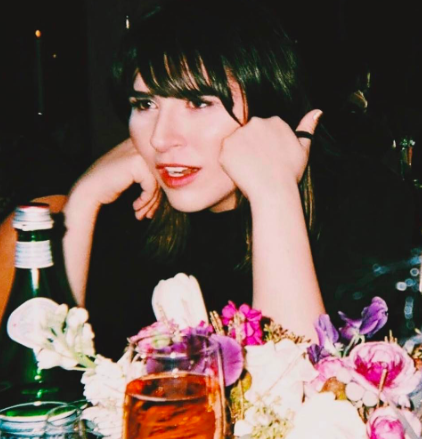
Emily Warren, Sängerin von Paris und Begleitung bei ihrer Tournee

### Paris
Am 13. Januar 2017 erschien die erste Single-Auskopplung aus dem Album. Diese trägt den Titel Paris. Diese wurde knapp einen Monat vorher premiert und wurde als Kollaboration mit der französischen Sängerin Louane gehandelt. Hinter den unkreditierten Vocals verbirgt sich jedoch die Sängerin Emily Warren, die in einem Interview mit Taylor Weatherby von Billboard über das Lied gefragt wurde. Sie erzählte: „Die Chainsmokers waren zufällig in New York und ich arbeitete an einigen Projekten in der Nähe und sie sagten ‚Kannst du bitte vorbeikommen? Wir sind dabei ein Lied fertig zu stellen, aber diesem fehlt noch etwas, aber wir wissen nicht, was es ist. Kannst du vorbeikommen und die Background-Vocals oder so einsingen?‘ Also bin ich vorbeigekommen und habe einige von Drews Teilen unterstützt und die verschiedenen Teile eingesungen, die du in dem Lied hören kannst.“ Das Lied erschien am 13. Januar 2017 und erreichte unter anderem die Top-10 in Deutschland, Österreich, der Schweiz sowie in Großbritannien und der USA.

### Something Just Like This
Am 22. Februar 2017 wurde das Lied Something Just Like This als zweite Single veröffentlicht. Dieses entstand in Zusammenarbeit mit Coldplay und wurde bei den BRIT Awards 2017 premiert und in dessen Verbindung außer der Reihe an einem Mittwoch anstelle eines Freitags veröffentlicht. Sie erreichten mit dem Lied unter anderem die obersten Plätze in Deutschland, dem Vereinigten Königreich und den USA.

### The One
Am 27. März 2017 erschien The One als dritte Single-Auskopplung. Erstmals wurde die finale Version durch eine Preview auf Facebook vorgestellt. Parallel wurde das Lied auf iTunes zum Download aus dem Album verfügbar gemacht, womit der Track als Promo-Single agiert. The One bildet den Titeltrack des Albums, womit es insbesondere durch seinen Aufbau auffällt. Dieser äußert sich durch einen Wandel von einer ruhigen Ballade zu EDM-lastigen Future-Bass.

### Honest
Honest wurde Quellen zufolge am 11. Juli 2017 erstmals als Single veröffentlicht. Weltweit erschien jedoch erst am 4. August 2017 eine Auswahl an Remixen als digitale EP. Hierbei steuerten unter anderem Tritonal, Lifelike und Rootkid Neuinterpretationen des Liedes bei. Erfolge entwickelten sich daraus jedoch nicht.

### Young
Am 29. September 2017 veröffentlichten die Chainsmokers mit Young eine weitere Remix-Single. Hierbei waren Remixe von K?D, KO:YU und Midnight Kids enthalten. In Kanada erreichten sie mit Young eine Platzierung in den Single-Charts.

### Chartplatzierungen
| Jahr | Titel                    | Höchstplatzierung, Gesamtwochen, AuszeichnungChartplatzierungen (Jahr, Titel, , Platzierungen, Wochen, Auszeichnungen, Anmerkungen) | Höchstplatzierung, Gesamtwochen, AuszeichnungChartplatzierungen (Jahr, Titel, , Platzierungen, Wochen, Auszeichnungen, Anmerkungen) | Höchstplatzierung, Gesamtwochen, AuszeichnungChartplatzierungen (Jahr, Titel, , Platzierungen, Wochen, Auszeichnungen, Anmerkungen) | Höchstplatzierung, Gesamtwochen, AuszeichnungChartplatzierungen (Jahr, Titel, , Platzierungen, Wochen, Auszeichnungen, Anmerkungen) | Höchstplatzierung, Gesamtwochen, AuszeichnungChartplatzierungen (Jahr, Titel, , Platzierungen, Wochen, Auszeichnungen, Anmerkungen) | Höchstplatzierung, Gesamtwochen, AuszeichnungChartplatzierungen (Jahr, Titel, , Platzierungen, Wochen, Auszeichnungen, Anmerkungen) | Anmerkungen                                                                     |
| Jahr | Titel                    | DE | AT | CH | UK | US | Dance | Anmerkungen                                                                     |
| --- | ------------------------ | --- | --- | --- | --- | --- | --- | ------------------------------------------------------------------------------- |
| 2017 | Paris                    | DE3 ×3Dreifachgold · (23 Wo.)DE | AT6 Gold · (22 Wo.)AT | CH8 Gold · (21 Wo.)CH | UK5 ×2Doppelplatin · (24 Wo.)UK | US6 ×4Vierfachplatin · (20 Wo.)US                                                                                                   | Dance1 (26 Wo.)Dance | Erstveröffentlichung: 13. Januar 2017 feat. Emily Warren; Verkäufe: + 7.738.333 |
| 2017 | Something Just Like This | DE4 ×3Dreifachplatin · (52 Wo.)DE                                                                                                   | AT2 Platin · (44 Wo.)AT | CH3 ×4Vierfachplatin · (58 Wo.)CH                                                                                                   | UK2 ×4Vierfachplatin · (45 Wo.)UK                                                                                                   | US3 Diamant · (39 Wo.)US | Dance1 (79 Wo.)Dance | Erstveröffentlichung: 22. Februar 2017 mit Coldplay; Verkäufe: + 21.500.000     |
| 2017 | Honest                   | — | — | — | — | US77 Gold · (4 Wo.)US | Dance8 (23 Wo.)Dance | Erstveröffentlichung: 4. August 2017 Verkäufe: + 535.000; (Remix-Single)        |
| 2017 | Young                    | — | — | — | — | US— GoldUS | Dance18 (20 Wo.)Dance | Erstveröffentlichung: 29. September 2017 Verkäufe: + 520.000;                   |
| Folgende Lieder erschienen nicht als Single, wurden aber durch das Album zum Download und Streaming bereitgestellt und konnten somit eine Platzierung erlangen: |                          | | | | | | |                                                                                 |
| |                          | | | | | | |                                                                                 |
| 2017 | The One                  | DE47 (4 Wo.)DE | AT30 (5 Wo.)AT | CH36 (3 Wo.)CH | UK63 (4 Wo.)UK | US78 Gold · (2 Wo.)US | Dance10 (20 Wo.)Dance | Erstveröffentlichung: 27. März 2017 Verkäufe: + 560.000; Promo-Single           |
| 2017 | Bloodstream              | — | AT72 (1 Wo.)AT | — | — | — | Dance15 (11 Wo.)Dance | Charteinstieg: 21. April 2017                                                   |
| 2017 | Break Up Every Night     | — | — | — | — | — | Dance12 (13 Wo.)Dance | Charteinstieg: 29. April 2017                                                   |
| 2017 | My Type                  | — | — | — | — | — | Dance14 (16 Wo.)Dance | Charteinstieg: 29. April 2017 feat. Emily Warren                                |
| 2017 | Last Day Alive           | — | — | — | — | — | Dance16 (9 Wo.)Dance | Charteinstieg: 29. April 2017 feat. Florida Georgia Line                        |
| 2017 | Don’t Say                | — | — | — | — | — | Dance19 (9 Wo.)Dance | Charteinstieg: 29. April 2017 feat. Emily Warren                                |
| 2017 | Wake Up Alone            | — | — | — | — | — | Dance23 (7 Wo.)Dance | Charteinstieg: 29. April 2017 feat. Jhené Aiko                                  |
| 2017 | It Won’t Kill Ya         | — | — | — | — | — | Dance24 (12 Wo.)Dance | Charteinstieg: 29. April 2017 feat. Louane; Verkäufe: + 66.666                  |

## Memories…Do Not Open Tour
Ihre gleichnamige Tour Memories…Do Not Open zum Album wurde am 13. April 2017 in der American Airlines Arena in Miami, Florida eröffnet. Die Tournee fand in den USA und Kanada statt und erfuhr ihr Finale nach 38 Konzerten im Forest Hills Stadion in Queens, New York City. Vorverkauf der Tickets startete am 3. Februar 2017. Als Special-Guest wurde die US-amerikanische Sängerin KIIARA angekündigt. Zudem unterstützte sie die Sängerin Emily Warren, die den Chainsmokers bei den Liedern Until You Were Gone und Paris ihre Stimme lieh.
Die Tour-Daten wurden am 30. Januar 2017 um 11:00 Uhr über die Social-Media-Profile des Duos bekanntgegeben. Vorverkauf startete eine Stunde später um 12:00 Uhr.
Tour-Daten
| Datum     | Stadt            | Location                   |
| --------- | ---------------- | -------------------------- |
| 13. April | Miami            | American Airlines Arena    |
| 14. April | Tampa            | Amalie Arena               |
| 15. April | North Charleston | North Charleston Coliseum  |
| 18. April | Charlottesville  | John Paul Jones Arena      |
| 20. April | Bridgeport       | Webster Bank Arena         |
| 21. April | Albany           | Times Union Center         |
| 22. April | Pittsburgh       | PPG Paints Arena           |
| 25. April | Cleveland        | Wolstein Center            |
| 26. April | Cincinnati       | U.S. Bank Arena            |
| 27. April | Detroit          | Joe Louis Arena            |
| 28. April | Madison          | Veterans Memorial Coliseum |
| 29. April | Rosemont         | Allstate Arena             |
| 30. April | Des Moines       | Wells Fargo Arena          |
| 2. Mai    | West Valley City | Maverik Center             |
| 4. Mai    | Sacramento       | Golden 1 Center            |
| 5. Mai    | San Francisco    | Bill Graham Civic          |
| 6. Mai    | San Francisco    | Bill Graham Civic          |
| 8. Mai    | San Diego        | Valley View Casino Center  |
| 9. Mai    | Glendale         | Gila River Arena           |
| 11. Mai   | San Antonio      | Freeman Coliseum           |
| 13. Mai   | New Orleans      | Smoothie King Center       |
| 16. Mai   | Tulsa            | BOK Center                 |
| 17. Mai   | Kansas City      | Sprint Center              |
| 18. Mai   | St. Louis        | Scottrade Center           |
| 19. Mai   | Memphis          | FedExForum                 |
| 20. Mai   | Louisville       | KFC Yum! Center            |
| 23. Mai   | Columbia         | Colonial Life Arena        |
| 24. Mai   | Raleigh          | PNC Arena                  |
| 25. Mai   | Hampton          | Hampton Coliseum           |
| 26. Mai   | Columbia         | Merriweather Post Pavilion |
| 28. Mai   | Toronto          | Air Canada Centre          |
| 1. Juni   | Montreal         | Bell Centre                |
| 2. Juni   | Boston           | TD Garden                  |
| 3. Juni   | Philadelphia     | Liacouras Center           |
| 4. Juni   | Philadelphia     | Liacouras Center           |
| 7. Juni   | Providence       | Dunkin' Donuts Center      |
| 9. Juni   | Queens           | Forest Hills Stadium       |
| 10. Juni  | Queens           | Forest Hills Stadium       |

## Rezensionen
Das Album erhielt überwiegend negative Kritiken. Trotz des hohen kommerziellen Potenzials durch den Musikstil wurde insbesondere das monotone Erscheinungsbild des Albums sowie ein Mangel an Abwechslung und Überraschungsfaktor angemerkt. Der Kritiker Vitus Benson des Online-Magazins Dance-Charts schrieb:

„The Chainsmokers klassifizieren sich mit ihrem Debütalbum ‚Memories… Do Not Open‘ selbst als Popstars. Auf subtile Art und Weise hat der Longplayer der elektronischen Musik den Rücken zugekehrt und sich einem breiteren Radiopublikum eröffnet. Qualitativ führt das zu keinen Abstrichen, jeder einzelne Song ist gut anzuhören, aber die ganz großen neuen Tracks sind dann irgendwie auch nicht dabei.“

Barry Walters von „Entertainment Weekly“ sagte, dass das Album eher klänge als würde man das Radio anstelle eines einzelnen Albums spielen. Jon Caramarnica von den „New York Times“ bemerkte, dass die Lyrics zu einheitlich wären und nur von Jugend-Beziehungen gesungen wird. Damien Morris von „The Guardian“ bezeichnete das Album als „Trump-Pop“ und nennt es „flach und verratend seiner Einflüsse, gespickt mit dritter-Grad-Vokabeln und Ehrgeiz, dessen Mischung nichts weiter als die Entleerung der nächsten Brieftasche anpeilt.“
Das Forum reddit startete eine Aktion, bei der Mitglieder das Album in vier Worten beschreiben sollten. Hierbei wurde die Enttäuschung der Fans deutlich. So wurden von Online-Magazinen insbesondere die Beschreibungen „Memories…Do Not Listen“ oder „What’s it called again?“ favorisiert.

## Kommerzieller Erfolg

### Chartplatzierungen
| ChartsChartplatzierungen       | Höchstplatzierung | Wochen |
| ------------------------------ | ----------------- | ------ |
| Deutschland (GfK)              | 11 (15 Wo.)       | 15     |
| Österreich (Ö3)                | 9 (7 Wo.)         | 7      |
| Schweiz (IFPI)                 | 9 (12 Wo.)        | 12     |
| Vereinigte Staaten (Billboard) | 1 (78 Wo.)        | 78     |
| Vereinigtes Königreich (OCC)   | 3 (16 Wo.)        | 16     |

| ChartsJahrescharts (2017)      | Platzierung |
| ------------------------------ | ----------- |
| Vereinigte Staaten (Billboard) | 21          |
| Vereinigtes Königreich (OCC)   | 90          |

| ChartsJahrescharts (2018)      | Platzierung |
| ------------------------------ | ----------- |
| Vereinigte Staaten (Billboard) | 129         |

### Auszeichnungen für Musikverkäufe
| Land/Region                  | Auszeichnungen für Musikverkäufe (Land/Region, Auszeichnung, Verkäufe) | Verkäufe  |
| ---------------------------- | ---------------------------------------------------------------------- | --------- |
| Australien (ARIA)            | Gold                                                                   | 35.000    |
| Brasilien (PMB)              | Gold                                                                   | 20.000    |
| Dänemark (IFPI)              | Platin                                                                 | 20.000    |
| Frankreich (SNEP)            | Platin                                                                 | 100.000   |
| Italien (FIMI)               | Platin                                                                 | 50.000    |
| Kanada (MC)                  | 3× Platin                                                              | 240.000   |
| Mexiko (AMPROFON)            | Gold                                                                   | 30.000    |
| Neuseeland (RMNZ)            | 2× Platin                                                              | 30.000    |
| Norwegen (IFPI)              | Platin                                                                 | 20.000    |
| Polen (ZPAV)                 | Platin                                                                 | 20.000    |
| Schweden (IFPI)              | Platin                                                                 | 30.000    |
| Vereinigte Staaten (RIAA)    | Platin                                                                 | 1.000.000 |
| Vereinigtes Königreich (BPI) | Gold                                                                   | 100.000   |
| Insgesamt                    | 4× Gold · 12× Platin ·                                                 | 1.695.000 |

Hauptartikel: The Chainsmokers/Auszeichnungen für Musikverkäufe